# 泰奧菲皮爾卡
49°27′15″N 25°12′48″E / 49.45417°N 25.21333°E
泰奧菲皮爾卡（羅馬化：Teofipilka）是烏克蘭的村落，位於該國西部捷爾諾波爾州，由捷尔诺波尔区負責管轄，始建於1785年，面積0.27平方公里，2001年人口876，人口密度每平方公里3,280.9人。